# Congregación-Cofradía de Nuestra Señora de las Angustias (Albacete)
La Congregación-Cofradía de Nuestra Señora de las Angustias es una cofradía de la Semana Santa de Albacete (España).
Tiene su sede canónica en la Iglesia de Nuestra Señora de las Angustias. Fue fundada el 7 de junio de 1958 por un grupo de fieles devotos de Nuestra Señora de las Angustias, muchos de ellos emigrantes. 
Cuenta con tres imágenes: Negación de San Pedro (1992), Santísimo Cristo de la Misericordia (1996) y Nuestra Señora de las Angustias (1960). Su imagen titular es obra de Luis Marco Pérez.
Procesiona en Lunes Santo (procesión infantil), Martes Santo (Oración en el Huerto), Miércoles Santo (La Pasión), Viernes Santo (Santo Entierro) y Domingo de Resurrección (El Resucitado). Su hábito está compuesto por capuz azul, túnica morada y capa azul.

## Enlaces de interés
- Wikimedia Commons alberga una categoría multimedia sobre Congregación-Cofradía de Nuestra Señora de las Angustias.

- Datos: Q43256250